# Гојановићи
Гојановићи је насељено место у Босни и Херцеговини у Општини Илијаш које административно припада Федерацији Босне и Херцеговине. Према попису становништва из 1991. у насељу је живео 91 становник.

## Становништво
По последњем службеном попису становништва из 1991. године, у насељу Гојановићи је живео 91 становник. Сви становници су били Муслимани. Муслимани се данас углавном изјашњавају као Бошњаци.